# هارونا ابو دمبا
هارونا ابو دمبا (انگلیسی: Harouna Abou Demba؛ زادهٔ ۳۱ دسامبر ۱۹۹۱) بازیکن فوتبال اهل فرانسه است.
وی همچنین در تیم ملی فوتبال موریتانی بازی کرده‌است.